# Amor típusú kisbolygók
Az Amor típusú kisbolygók olyan Földet megközelítő kisbolygók, amelyek mozgásuk során nem kerülnek már közelebb a Naphoz, de pályájuk kinyúlik a Mars pályájáig, vagy azon egy kicsit túl. Keringési periódusuk kissé több, mint egy földi esztendő. Ezek a kisbolygók tehát nem „keresztezik” a Föld pályáját, hanem kissé kívül maradnak tőle. Többségük metszi viszont a Mars pályáját és a Mars két holdját, a Phobost és a Deimost is egykori Ámor típusú kisbolygónak tartják, melyeket a Mars a gravitációs terébe befogott. Ma már (2013) több, mint 3600 ilyen kisbolygó ismert.

## Csoportok az Ámor típusú kisbolygókon belül

### 1-es csoport
Ezeknek a kisbolygóknak a pálya-félnagytengelye 1 és 1.5 AU közé esik. Az Ámor típusú kisbolygók közül minden ötödik tartozik ebbe a csoportba. A csoport legismertebb tagja a 433 Eros kisbolygó.

### 2-es csoport
Ezeknek a kisbolygóknak a pálya-félnagytengelye a Marspályának (1.5 AU) és a 434 Hungaria kisbolygó pályájának (2.0 AU) a pálya-félnagytengelye közé esik. Maga a névadó 1221 Amor kisbolygó is ide tartozik. Az Ámor típusú kisbolygók közül minden harmadik tartozik ebbe a csoportba.

### 3-as csoport
Ezeknek a kisbolygóknak a pálya-félnagytengelye a 434 Hungaria kisbolygó pályájának (2.0 AU) és a 3.6 AU félnagytengelyű kisbolygó pályájának a pálya-félnagytengelye közé esik. Az Ámor típusú kisbolygók családjának fele tartozik ebbe a típusba.

### 4-es csoport
A Jupiter pályáját metsző pályájú, de a fenti feltételeket teljesítő kisbolygók tartoznak ide.